# Moschea di Bebek
La Moschea di Bebek, ufficialmente Hümayûn-u Âbad Mosque per: Prosperosa Moschea Imperiale, è una moschea costruita nel 1913 nel quartiere storico di Bebek a Istanbul, che rientra nei confini e nell'amministrazione del distretto di Beşiktaş.
La moschea fu progettata dall'architetto Mimar Kemaleddin (1870–1927) nello stile del Primo movimento di architettura nazionale, e costruita a Bebek, commissionata dal Gran visir Nevşehirli Damat İbrahim Pascià (1666–1730).
Si trova in una corte circondata da basse mura in cemento sul Cevdet Paşa Cad. dietro il molo di Bebek nella baia omonima sul Bosforo. La moschea ha pianta quadra ed è costruita in conci di calcare. La cupola principale è sostenuta da quattro mezze cupole poggianti su otto strutture. Essa ha sei finestre, due di ciascuna sul davanti e due sulla parte posteriore, più una per ogni lato, e 28 piccole finestre ad arco in totale. La moschea ha un minareto poligonale su un'alta base adiacente al muro esterno. Il lato interno del balcone del minareto è decorato con tre linee di muqarnas. L'ingresso al minareto è vicino al nartece esterno alla moschea.